# Berta Jardí Soler
Berta Jardí Soler (Barcelona, 1956), és una autora catalana de ficció.

## Biografia
Berta Jardí va néixer a Barcelona el 1956, es va formar com a filòloga a la Universitat de Barcelona i el 2014 va abandonar la seva feina com a gestora cultural per dedicar-se plenament a l'escriptura.
En la seva activitat professional prèvia destaca la tasca com a gerent de Joventuts Musicals de Barcelona, i l'organització d'un gran nombre de concerts i festivals de música clàssica. I com a Cap de premsa, Cap de Publicacions de la Fundació “la Caixa”.

## Obres

### Narrativa
- Carnaval, quinze contes que van ser la seva òpera prima, Edicions de la Magrana, 1987.[4]
- La portentosa vida del sastre Bariloche, publicada el 2011 per Columna Edicions va ser la seva primera novel·la. Anton Bariloche, un sastre apassionat del seu ofici, de l'elegància dels teixits nobles, ha tornat seu barri de tota la vida. Ningú no té clar on ha estat des que va abandonar família i feina. Ha reobert la sastreria i aquell home gris i deprimit ha reaparegut com un enamorat de la vida.[5]
- Un concert memorable, Columna Edicions 2014. Novel·la en clau d'humor que narra l'aventura d'un prestigiós compositor internacional que torna al poble on va néixer per assistir a un concert d'homenatge a la seva trajectòria artística.[6]
- L'home del barret, 2019, Univers llibres. L'home del barret era un avantpassat de l'autora.[7] Berta Jardí va recuperar la vida del seu besoncle, ceramista, amic de Miró[8] i altres artistes catalans de l'època, per presentar-nos-la en forma de novel·la.[9] Va participar en el Festival MOT amb aquesta obra.
- Saber estar, Univers llibres, 2021. Berta Jardí narra un dia en la vida de la Vica Mascort, una senyora burgesa de la Barcelona dels nostres dies, mentre camina pels carrers de la Dreta de l'Eixample, el seu barri.[3]
- La bibliotecària del front. Univers llibres, 2023. Aquesta novel·la recrea la vida de la jove bibliotecària, l'Aurora Díaz Plaja, que el 1938 va viatjar al front en el bibliobús, una biblioteca ambulant creada per portar llibres als combatents de l'Exèrcit de l'Est de la República i als ferits que es recuperaven en els hospitals de la rereguarda.[10]

### Teatre
- Coses de mare, monòleg escrit al 2016 per a la desapareguda actriu catalana Montserrat Carulla i Ventura.[2]
- Un concert memorable, versió de Carles Marquès i Virgili.